# Taunggyi Stadium
Das Taunggyi Stadium ist ein Fußballstadion in Taunggyi, der Hauptstadt des Shan-Staats in Myanmar. Es wird als Heimspielstätte des Fußballvereins Shan United genutzt. Die Anlage hat eine Kapazität von 7000 Personen.